# Зильберт, Иосиф Исаевич
Иосиф Исаевич Зильберт (1899—1939) — советский разведчик, дивизионный комиссар.

## Биография
Родился в еврейской семье служащего. Образование получил в Иваново-Вознесенском политехническом училище, после Февральской революции стал одним из организаторов Союза молодёжи (комсомола) в Иваново-Вознесенске, в феврале 1918 года вступил в Красную гвардию, в том же году становится членом РКП(б). Избирался членом городского Совета рабочих и солдатских депутатов, участвовал в Гражданской войне. Во время Гражданской войны действовал на Восточном, Юго-Восточном, Кавказском и Западном фронтах как агитатор-организатор Ярославского военного округа, помощник военкома 1-й бригады 7-й стрелковой дивизии, военком инженерного батальона, помощник начальника политотдела 21-й стрелковой дивизии, военком бригады. В 1921 году участвовал в подавлении мятежа в Тюмень-Тобольском районе, в разгроме банд Бакича и Кайгородова на Горном Алтае.
В 1921 году поступил и в 1924 году окончил основной курс и Восточный факультет Военной академии РККА. С июля 1924 года — штатный преподаватель Высшей специальной школы Генерального штаба Красной армии, состоял в распоряжении IV (разведывательного) Управления штаба РККА. С начала октября 1924 года по 1926 год — военный советник Гуанчжоуской группы (Южно-Китайской группе советников) в Китае. Преподавал в школе Вампу, участвовал в боях в Гуандуне и Северном походе, в феврале 1925 года был советником 7-й пехотной дивизии. После возвращения из Китая с 1926 по 1927 год являлся помощником начальника 4-го отдела Разведывательного управления. С февраля 1927 года находился в секретной командировке за границей. В 1931—1932 годах был заместителем начальника 3-го отдела Разведывательного управления, начальником Научно-испытательного института ВВС РККА. С января 1935 года находился в распоряжении Управления по командно-начальствующему составу РККА.
До февраля 1938 года опять находился в зарубежной командировке, в том числе в Китае, где был арестован и приговорён к смертной казни. Лишь благодаря большим усилиям руководства Советского Союза его удалось освободить. Проживал в Москве на улице Усачёва, дом 29, корпус 7, квартира 365. В сентябре 1938 года по политическому недоверию уволен в запас. Арестован 19 сентября 1938. Приговорён ВКВС СССР 14 апреля 1939 года по обвинению в шпионаже к ВМН. Расстрелян на следующий день после вынесения обвинительного приговора на территории полигона «Коммунарка». Посмертно реабилитирован 27 июня 1957 года определением ВКВС СССР.

### Звания
- дивизионный комиссар (1935)

### Награды
- орден Красного Знамени (1931)
- орден «Знак Почёта» (1936)

## Семья
- Мать — во время массовых репрессий в 1937 году подвергалась 34-дневному аресту НКВД, остальная судьба неизвестна.
- Отец — работал на советскую разведку, после массовых арестов руководства остался не у дел и без средств к существованию.
- Сестра — Е. И. Краинская, гражданка Франции, вместо с мужем завербована братом для работы на советскую разведку. После провала в 1936 через Бельгию с семьёй бежала на пароходе в Советский Союз. В декабре 1937 арестована вместе с мужем и матерью, но после 34-дневного заключения были выпущены. Отцу об аресте брата не сообщала, тревожась за его здоровье.
- Брат — имя неизвестно, погиб в боях Гражданской войны.[5]
- Жена — Екатерина Леонидовна Зильберт (девичья фамилия Кох), родилась в 1900 году в Варшаве. Вместе с мужем в 1930-х годах выполняла задания РУ РККА. На момент ареста работала в Артиллерийском управлении РККА. Арестована 20 сентября 1937 года, по обвинению в шпионаже приговорена ВКВС СССР 26 апреля 1938 года к расстрелу и в тот же день расстреляна. Реабилитирована определением ВКВС СССР от 11 июля 1957 года.[6]
- Тёща — Вера Владимировна Кох, репрессиям и конфискации имущества не подвергалась, пыталась выяснить судьбу семьи.
- Тесть — Леонид Матвеевич Кох, родился в 1874 года в деревне Анисово Романово-Борисоглебского уезда Ярославской губернии. Из дворян, полковник царской армии. Служил в Военной академии РККА до 1923 года, когда был сокращён. Находясь на пенсии, перед арестом работал консультантом в отделе снабжения Главного управления пенько-джутовой промышленности НКЛП РСФСР. Арестован 21 января 1938 года. По обвинению в антисоветской агитации приговорён 3 июня 1938 тройкой УНКВД по Московской области к расстрелу. Расстрелян 27 июня 1938 года. Реабилитирован 7 сентября 1955 года.[7]